# 24601
24601 es el número de preso de Jean Valjean, el personaje protagonista de la novela Los miserables de Victor Hugo, la segunda vez que encarcelan a Valjean es el número 9430 . Este número ha sido muy utilizado en diversas creaciones artísticas, sobre todo series de televisión, como homenaje o referencia a la popular obra.
En la reciente versión creada para conmemorar el 25º aniversario del musical, en su versión española, el número de Jean Valjean pasa a ser el 23623, mientras que en la puesta en escena mexicana, el personaje posee el número 23632.

## Apariciones

### Televisión
- Los Simpson
  - En el episodio Black Widower es el número de preso de Sideshow Bob.
  - Cuando Marge entra en prisión en el episodio Marge in Chains recibe este número de identificación.
  - En Homer's Barbershop Quartet, el director Skinner encuentra su viejo casco de la guerra de Vietnam. En él está grabado 24601.
- Arrested Development: Oscar Bluth es el preso número 24601.
- South Park: En el episodio Cartman's Silly Hate Crime 2000, Cartman es encarcelado y como preso le asignan el número 24601.
- Programa de Talentos: Sofie, la antigua novia de Gibson es encarcelada por robar un banco y le proporcionan el número 24601
- Orange is the New Black: Black Cindy intenta usar este número como referencia al libro Levítico de La Biblia, sin embargo Jane Ingalls, quien solía ser monja le corrige dicha referencia.

- Datos: Q10753018
- Multimedia: 24601 (number) / Q10753018